# Insula Stóra Dímun
Stóra Dímun (în traducere Micul Dímun) este o insulă din cadrul arhipelagului feroez. Cele mai înalte vârfuri de pe insulă sunt: Høgoyggj (396 m) și Klettarnir (308 m).

## Galerie de imagini

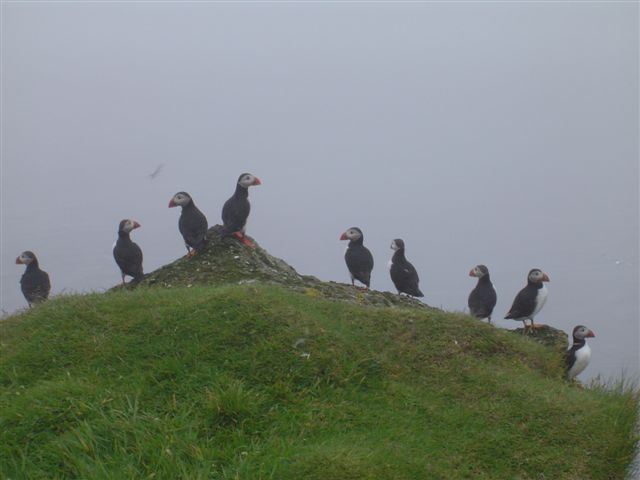
Colonie de pufini de pe Stora Dimun
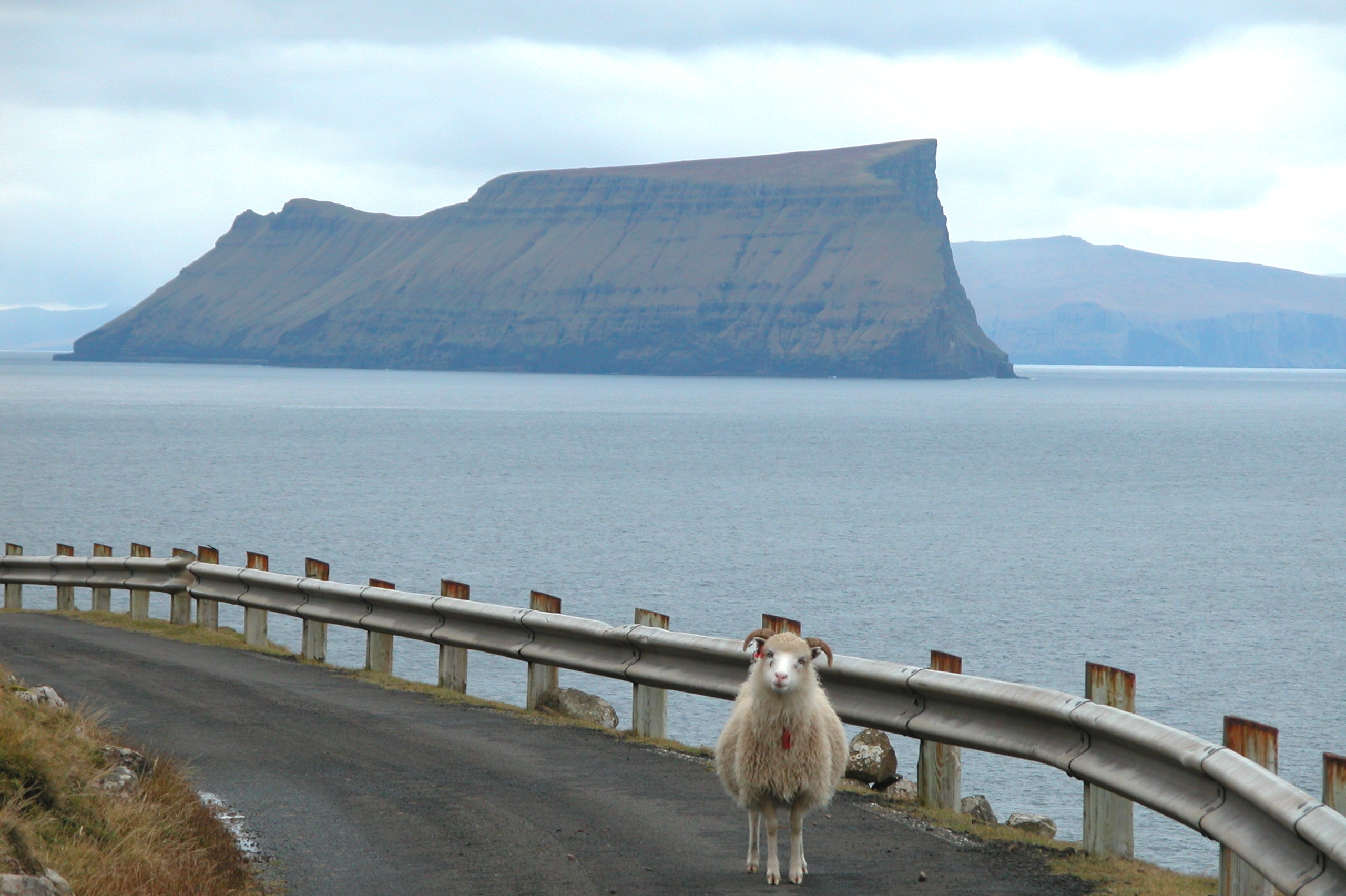
Insula văzută din Skarvanes